# Adomnan von Iona
Adomnan oder Adamnán ['aðavnaːn], lateinisch Adamnanus, (* um 628; † 23. September 704) war ein irischer Heiliger, Hagiograph und der neunte Abt von Iona (679–704).
Er ist besonders bekannt für seine beiden wichtigsten Werke als Autor: Vita Columbae („Das Leben des heiligen Kolumban“) und De locis sanctis („Über die heiligen Orte“). Weiterhin wurde er als der Verkünder der Lex Innocentium („Gesetz der Unschuldigen“, auch Cáin Adomnáin, „Adomnáns Canon“) bekannt. Seine akademischen Leistungen, die bereits von Zeitgenossen wie Bede und Ceolfrid gelobt wurden, verdankt er vermutlich einer ausschließlich in seiner Heimat genossenen Ausbildung. In Berichten jener Zeitgenossen wird er als Mann mit einem relativ hohen kritischen Standard, einer großen Gelehrtheit in Bezug auf die heiligen Schriften und von sorgfältiger Genauigkeit bei der Behandlung seines Materials, beschrieben.

## Etymologie

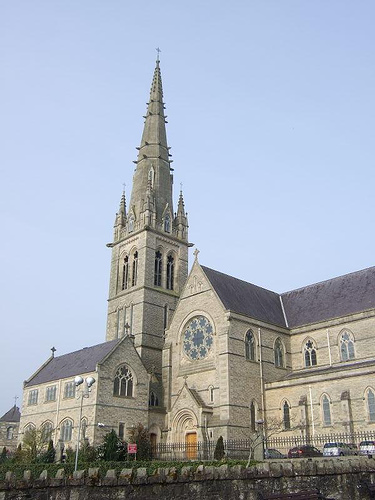
St. Eunan’s Cathedral, Letterkenny

Bis heute haben verschiedene Quellen viele unterschiedliche Arten der Schreibweise des Heiligen Adomnán verwendet. Die prominentesten Varianten sind Adomnán und Adamnan. Die Schreibweise Adomnán war vermutlich die Schreibweise, die er selber verwendete und es existieren Belege, dass diese Schreibweise mindestens bis ins 10. Jahrhundert vorherrschte. Aber bereits in der altirischen Periode änderte sich der mittlere Vokal zwischen nicht-palatalen Konsonanten zu einem -a-, was zu der Etymologie „kleiner Adam“ führte. Adomnáns Name wurde mit mindestens 30 Orten in Verbindung gebracht. In Irland ist eine beliebte anglisierte Form seines Namens Eunan, die moderne irische Namensform ist Adhamhnán. Alleine in seiner Heimat-Grafschaft Donegal sind wenigstens vier Institutionen bekannt, die den Namen St. Eunan tragen, darunter die St. Eunan’s Cathedral der Church of Ireland in Raphoe, wo Adomnán selbst gewirkt hat, und die römisch-katholische St. Eunan’s Cathedral in Letterkenny. In Bezug auf schottische Ortsnamen wurde sein Name in Eodhnan und ähnliche Formen abgewandelt. Es gab sogar eine Kirche des Adomnán bei Forglen in Banffshire, die womöglich bereits zu Adomnáns Lebzeiten existiert hat.

## Lebenslauf
Adomnán wurde um 628 geboren und war der Sohn von Rónán mac Tinne und Ronnat von den Cenél nÉnna. Als Nachkomme von Colmán mac Sétna, dem Vorfahren der Könige von Cenél Conaill und Cousin von Kolumban, gehörte er der Familie des Letzteren an. Sein Geburtsort kann mit einiger Sicherheit auf die heutige Grafschaft Donegal festgelegt werden. Einige Quellen grenzen diesen weiter auf den Bezirk Ráth Bhoth (Raphoe) im Osten Donegals und einige auf Tír Aodha (Tirhugh) im Süden Donegals ein. Die Quellen sind sich jedoch in dem Punkt einig, dass Adomnán seine frühe Ausbildung nicht auf Iona erhalten hat, da er keinen Abt vor Failbe (669–679) persönlich kannte. Einige geben an, dass er möglicherweise vor seiner Aufnahme in die Gemeinschaft Kolumbans in Clonard studiert hat. Er wurde im Jahre 679 zum Abt des Klosters Iona ernannt, als Neunter in der Nachfolge ihres Gründers Kolumban. Adomnán hatte vermutlich bereits von 673 bis 676 die Verantwortung über das Kloster, während sein Vorgänger Failbe sich in Irland aufhielt.
Früh in seiner Amtswürde, vermutlich um 686, lernte Adomnán Arculf kennen, einen gallischen Bischof, der das Heilige Land und andere Länder des Ostens bereist hatte und der sich eine Weile in Iona aufhielt. Er versorgte Adomnán mit Informationen über die heiligen Orte dieser Länder, was zu seinem ersten wichtigen Werk führte: De Locis Sanctis. Seine familiären Bindungen nach Irland und seine Stellung als Kopf der Gemeinschaft der Mönche Kolumbans führten ihn auf diplomatische und politische Missionen in Irland und Northumbria. So besuchte Adomnán den König Aldfrith von Northumbria im Jahr 686 in der Funktion eines irischen Botschafters, um die Freilassung von 60, zwei Jahre vorher durch dessen Vorgänger Ecgfrith gefangenen, Iren sicherzustellen. Während dieser Mission verbrachte er einige Zeit mit dem Abt Ceolfrid in Wearmouth oder Jarrow und wurde überzeugt, die Römischen Regeln bezüglich der Zeit der Osterfeierlichkeiten und der Tonsur zu übernehmen. Es gelang ihm auch, die Iona unterstellten Mönche in Irland zu diesen Regeln zu konvertieren, jedoch schlugen seine Bemühungen, jene auf Iona selbst von der Notwendigkeit solcher Reformen zu überzeugen, fehl.
Nach Aussage seines Zeitgenossen Beda – welcher während Adomnáns Besuch auf Wearmouth ein Mönch dort war – präsentierte er König Aldfrith eine Kopie von De Locis Sanctis, jedoch ist nicht sicher ob er dies bei seinem ersten Besuch tat, oder erst bei seinem Zweiten im Jahr 688. Adomnán hat Irland noch zumindest zweimal während seiner Lebzeiten besucht, zuerst im Jahr 691 und noch einmal 697. Während seines zweiten Besuchs verkündete er das Lex Innocentium. Anscheinend blieb er ab 697 in Irland und kehrte erst im Sommer 704 nach Iona zurück. Nach den Aufzeichnungen dort starb Adomnán in Iona, am 23. September 704, im Alter von 77 Jahren.

## Werke
Adomnán wurde für drei Werke aus seiner Feder bekannt: Die wichtigste Biographie/Hagiographie des Gründers von Iona, der Vita Columbae („Das Leben des Kolumban“), der Sammlung von Berichten über heilige Orte, De Locis Sanctis („Über die Heiligen Orte“) und das Lex Innocentium.
Die Vita Columbae ist weniger eine Biographie des heiligen Kolumban, als vielmehr eine Sammlung seiner Wundertaten im Dienste Gottes. Es wurde wahrscheinlich in Iona geschrieben und wurde nicht früher als 688 fertiggestellt, möglicherweise entweder 690 oder im Jahr 696 oder später, was durch verschiedene Passagen der Vita angedeutet wird. Eine Fertigstellung vor 697 gilt jedoch als sicher, da Adomnán sich von diesem Jahr an bis kurz vor seinem Tod nicht mehr in Iona aufgehalten hat.
Das Lex Innocentium – Cáin Adomnáin, „Adomnáns Canon“ wurde im Jahr 697 auf einer Synode verkündet, die bei Birr in der späteren Grafschaft Offaly abgehalten wurde. Es hat das Ziel Frauen, Kinder und Männer aus heiligen Orden gegen gewalttätige Handlungen in Krieg und Frieden zu schützen. Strafen sollten teilweise an „Adomnán und seine Gemeinschaft“ gezahlt werden, also an Kolumbans Gemeinschaft von Mönchen. Auch wenn einige andere Werke angeblich ganz oder teilweise von Adomnán verfasst wurden, sind die beiden wichtigsten, De Locis Sanctis und die Vita Columbae die einzigen bekannten Werke, die ihm mit genügender Sicherheit zugeschrieben werden können.

### Textausgaben und Übersetzungen
Vita Columbae
- Alan Orr Anderson, Marjorie Ogilvie Anderson (Hrsg.): Adomnan’s Life of Columba. Clarendon Press, Oxford 1991 (kritische Ausgabe mit englischer Übersetzung; überarbeitete Fassung der Ausgabe von 1961)
- Theodor Klüppel: Adamnan: Das Leben des heiligen Columba von Iona. Vita S. Columbae. Hiersemann, Stuttgart 2010, ISBN 978-3-7772-1009-4 (Übersetzung mit Einleitung)

De Locis Sanctis
- Paul Geyer: Itinera hierosolymitana saecvli IIII–VIII (= Corpus Scriptorum Ecclesiasticorum Latinorum Band 39). Tempsky, Wien 1898, S. 220–297 (lateinische Textausgabe, Digitalisat).
  - mit geringfügigen Verbesserungen erneut abgedruckt in Itineraria et alia geographica (= Corpus Christianorum, Series Latina Band 175). Brepols, Turnhout 1965, S. 177–234 (lateinische Textausgabe).
- Denis Meehan (Hrsg.): Adamnan’s De Locis Sanctis. The Dublin Institute for Advanced Studies, Dublin 1958 (Scriptores Latini Hiberniae. Band 3) (S. 36–120 lateinische Textausgabe von Ludwig Bieler mit englischer Übersetzung und Kommentar).
- Herbert Donner: Pilgerfahrt ins Heilige Land. Die ältesten Berichte christlicher Palästinapilger (4.–7. Jahrhundert). Katholisches Bibelwerk, Stuttgart 1979, ISBN 3-460-31841-4, S. 315–421 (deutsche Übersetzung und Kommentar).

### Sekundärliteratur
- Alfred P. Smyth: Warlords and Holy Men: Scotland AD 80-1000. Edinburgh University Press, Edinburgh 1989, ISBN 0-7486-0100-7 (englisch).
- Friedrich Wilhelm Bautz: Adamnan. In: Biographisch-Bibliographisches Kirchenlexikon (BBKL). Band 1, Bautz, Hamm 1975. 2., unveränderte Auflage. Hamm 1990, ISBN 3-88309-013-1, Sp. 33.